# Чемпионат мира по шорт-треку среди юниоров 1996
Чемпионат мира по шорт-треку среди юниоров 1996 года проходил с 27-28 января в Курмайёре (Италия).
Чемпионат включает в себя четыре дистанции — 500, 1000, 1500 и 1500 метров — суперфинал На дистанциях сначала проводятся предварительные забеги, затем лучшие шорт-трекисты участвуют в финальных забегах. Чемпионом мира становится спортсмен набравший наибольшую сумму очков по итогам четырёх дистанций. В случае равенства набранных очков преимущество отдаётся спортсмену занявшему более высокое место в суперфинале на дистанции 1500 м. Также проводятся с 2001 года эстафеты у девушек м у юношей на 2000 м. С 2019 года абсолютный чемпион не разыгрывается.

## Общий медальный зачёт
| Место | Страна           | Золото | Серебро | Бронза | Всего |
| ----- | ---------------- | ------ | ------- | ------ | ----- |
| 1     | Япония           | 6      | 0       | 3      | 9     |
| 2     | Канада           | 2      | 4       | 1      | 7     |
| 3     | Республика Корея | 2      | 2       | 3      | 7     |
| 4     | США              | 0      | 2       | 2      | 4     |
| 5     | Италия           | 0      | 0       | 1      | 1     |

## Медалисты

### Юноши
| Дисциплина        | Золото                                                 | Серебро                  | Бронза                    |
| ----------------- | ------------------------------------------------------ | ------------------------ | ------------------------- |
| 500 м             | Жан-Франсуа Монетт Канада                              | Джонатан Гильметт Канада | Наоя Тамура Япония        |
| 1000 м            | Такэхиро Кодэра Япония                                 | Кип Карпентер США        | Кристиан Гварнори Италия  |
| 1500 м            | Ли Сан Джун Республика Корея                           | Джонатан Гильметт Канада | Жан-Франсуа Монетт Канада |
| 1500 м суперфинал | Ли Сан Джун Республика Корея                           | Наоя Тамура Япония       | Жан-Франсуа Монетт Канада |
| Многоборье        | Ли Сан Джун Республика Корея Жан-Франсуа Монетт Канада | место не присуждалось    | Наоя Тамура Япония        |

### Девушки
| Дисциплина        | Золото                 | Серебро                       | Бронза                                                   |
| ----------------- | ---------------------- | ----------------------------- | -------------------------------------------------------- |
| 500 м             | Икуэ Тесигавара Япония | Джози Симсон Канада           | Норико Овари Япония                                      |
| 1000 м            | Икуэ Тесигавара Япония | Хон Ро Са Республика Корея    | Эрин Портер США                                          |
| 1500 м            | Икуэ Тесигавара Япония | Ким Мун Джун Республика Корея | Эрин Портер США                                          |
| 1500 м суперфинап | Эрин Портер США        | Икуэ Тесигавара Япония        | Хон Ро Са Республика Корея                               |
| Многоборье        | Икуэ Тесигавара Япония | Эрин Портер США               | Ким Мун Джун Республика Корея Хон Ро Са Республика Корея |

| Дисциплина     | Золото                                                                    | Серебро                                                                       | Бронза                                                                  |
| -------------- | ------------------------------------------------------------------------- | ----------------------------------------------------------------------------- | ----------------------------------------------------------------------- |
| Эстафета-микст | Япония · Икуэ Тесигавара · Макико Ора · Такехиро Кодера · Ёсихиро Сакураи | Канада · Жан-Франсуа Монетт · Джонатан Гильметт · Джози Симсон · Карин Аллард | Республика Корея · Ким Мун Джун · Ли Сан Джун · Хон Ро Са · Хон Сук Вон |